# Никшић (Баточина)
Никшић је насеље у Србији у општини Баточина у Шумадијском округу. Према попису из 2022. има 144 становника (према попису из 2011. било је 176 становника).

## Географија
Територија села Никшић налази се у централном делу Србије. Смештена је у источном пределу Шумадије и налази се у југозападном делу општинске територије Баточине.
Никшић се налази на 209 метара надморске висине, на 11 км југозападно од Баточине, 19 км северно од Крагујевца и 128 км јужно од Београда. Кроз Никшић пролази магистрални пут на релацији Баточина—Крагујевац—Краљево—Чачак.

## Историја
Никшић је постојао пре Велике сеобе Срба 1690. године, јер се у турском попису 1739/41. године налази међу пустим селима. Након ослобођења од Турака углавном је био у саставу бадњевачке општине. Кмет села 1831. је био Панта Јовановић. Због несугласица које су почеле да избијају након 1880. године између Никшића и Бадњевца, Никшић је затражио да напусти бадњевачку општину. То је и учињено 1885. године, па је Никшић пришао жировничкој општини.

## Школство
Никшић никада није имао своју школу. У почетку су своје ђаке слали у школу која се налазила у конаку Манастира Грнчарице у Прњавору. Када је она укинута 1870. године деца су ишла у школу у Бадњевцу. Од 1893. године Никшићани су ишли у школу у Жировници.
Данас деца до четвртог разреда иду у школу у Прњавору, а од петог до осмог у Бадњевцу.

## Пољопривреда
Пољопривреда је водећа привредна грана по обиму производње као и по запослености локалног становништва.
Сточарство је најзначајнија грана производње у пољопривреди у Никшићу. Сточарство је најтраженији део пољопривреде, јер њени производи (месо, маст, млеко, јаја) спадају у главне прехрамбене производе становништва. Сељак ситног пољопривредног газдинства у Никшићу је сваштар, гаји више врста стоке. Гаји говеда, свиње, овце, коње и живину.

## Демографија
У насељу Никшић живи 123 пунолетна становника, а просечна старост становништва износи 44,6 година (43,3 код мушкараца и 45,8 код жена). У насељу има 51 домаћинство, а просечан број чланова по домаћинству је 2,90.
Ово насеље је у потпуности насељено Србима (према попису из 2002. године).
|             | \| Демографија[5] \| Демографија[5] \| Демографија[5] \| \| Година \| Становника \| Становника \| \| -------------- \| -------------- \| -------------- \| \| 1948. \| 212 \| \| \| 1953. \| 213 \| \| \| 1961. \| 205 \| \| \| 1971. \| 192 \| \| \| 1981. \| 169 \| \| \| 1991. \| 139 \| 130 \| \| 2002. \| 148 \| 163 \| \| 2011. \| 176 \| \| \| 2022. \| 144 \| \| |            |
| Демографија | |            |
| Година      | Становника | Становника |
| 1948.       | 212 |            |
| 1953.       | 213 |            |
| 1961.       | 205 |            |
| 1971.       | 192 |            |
| 1981.       | 169 |            |
| 1991.       | 139 | 130        |
| 2002.       | 148 | 163        |
| 2011.       | 176 |            |
| 2022.       | 144 |            |

| Етнички састав према попису из 2002.‍ | Етнички састав према попису из 2002.‍ | Етнички састав према попису из 2002.‍ | Етнички састав према попису из 2002.‍ | Етнички састав према попису из 2002.‍ |
| ------------------------------------ | ------------------------------------ | ------------------------------------ | ------------------------------------ | ------------------------------------ |
|                                      |                                      |                                      |                                      |                                      |
| Срби                                 | Срби                                 |                                      | 148                                  | 100,0%                               |
| непознато                            | непознато                            |                                      | 0                                    | 0,0%                                 |

| Година пописа     | 1948. | 1953. | 1961. | 1971. | 1981. | 1991. | 2002. |
| ----------------- | ----- | ----- | ----- | ----- | ----- | ----- | ----- |
| Број домаћинстава | 46    | 46    | 47    | 49    | 48    | 43    | 51    |

| Број чланова      | 1  | 2 | 3 | 4 | 5 | 6 | 7 | 8 | 9 | 10 и више | Просек |
| ----------------- | -- | - | - | - | - | - | - | - | - | --------- | ------ |
| Број домаћинстава | 17 | 9 | 7 | 6 | 8 | 1 | 2 | 1 | 0 | 0         | 2,90   |

| Пол    | Укупно | Неожењен/Неудата | Ожењен/Удата | Удовац/Удовица | Разведен/Разведена | Непознато |
| ------ | ------ | ---------------- | ------------ | -------------- | ------------------ | --------- |
| Мушки  | 57     | 12               | 38           | 5              | 2                  | 0         |
| Женски | 71     | 12               | 39           | 17             | 3                  | 0         |
| УКУПНО | 128    | 24               | 77           | 22             | 5                  | 0         |

| Пол    | Укупно                    | Пољопривреда, лов и шумарство | Рибарство                            | Вађење руде и камена | Прерађивачка индустрија       |
| ------ | ------------------------- | ----------------------------- | ------------------------------------ | -------------------- | ----------------------------- |
| Мушки  | 27                        | 11                            | 0                                    | 4                    | 7                             |
| Женски | 16                        | 7                             | 0                                    | 0                    | 3                             |
| УКУПНО | 43                        | 18                            | 0                                    | 4                    | 10                            |
| Пол    | Производња и снабдевање   | Грађевинарство                | Трговина                             | Хотели и ресторани   | Саобраћај, складиштење и везе |
| Мушки  | 0                         | 2                             | 2                                    | 0                    | 0                             |
| Женски | 0                         | 0                             | 0                                    | 0                    | 0                             |
| УКУПНО | 0                         | 2                             | 2                                    | 0                    | 0                             |
| Пол    | Финансијско посредовање   | Некретнине                    | Државна управа и одбрана             | Образовање           | Здравствени и социјални рад   |
| Мушки  | 0                         | 1                             | 0                                    | 0                    | 0                             |
| Женски | 0                         | 0                             | 1                                    | 3                    | 2                             |
| УКУПНО | 0                         | 1                             | 1                                    | 3                    | 2                             |
| Пол    | Остале услужне активности | Приватна домаћинства          | Екстериторијалне организације и тела | Непознато            | Непознато                     |
| Мушки  | 0                         | 0                             | 0                                    | 0                    | 0                             |
| Женски | 0                         | 0                             | 0                                    | 0                    | 0                             |
| УКУПНО | 0                         | 0                             | 0                                    | 0                    | 0                             |

## Познати Никшићани
- Борисав Јовић, политичар, председник Председништва СФРЈ у периоду 1990—1991